# Tratado de Perth

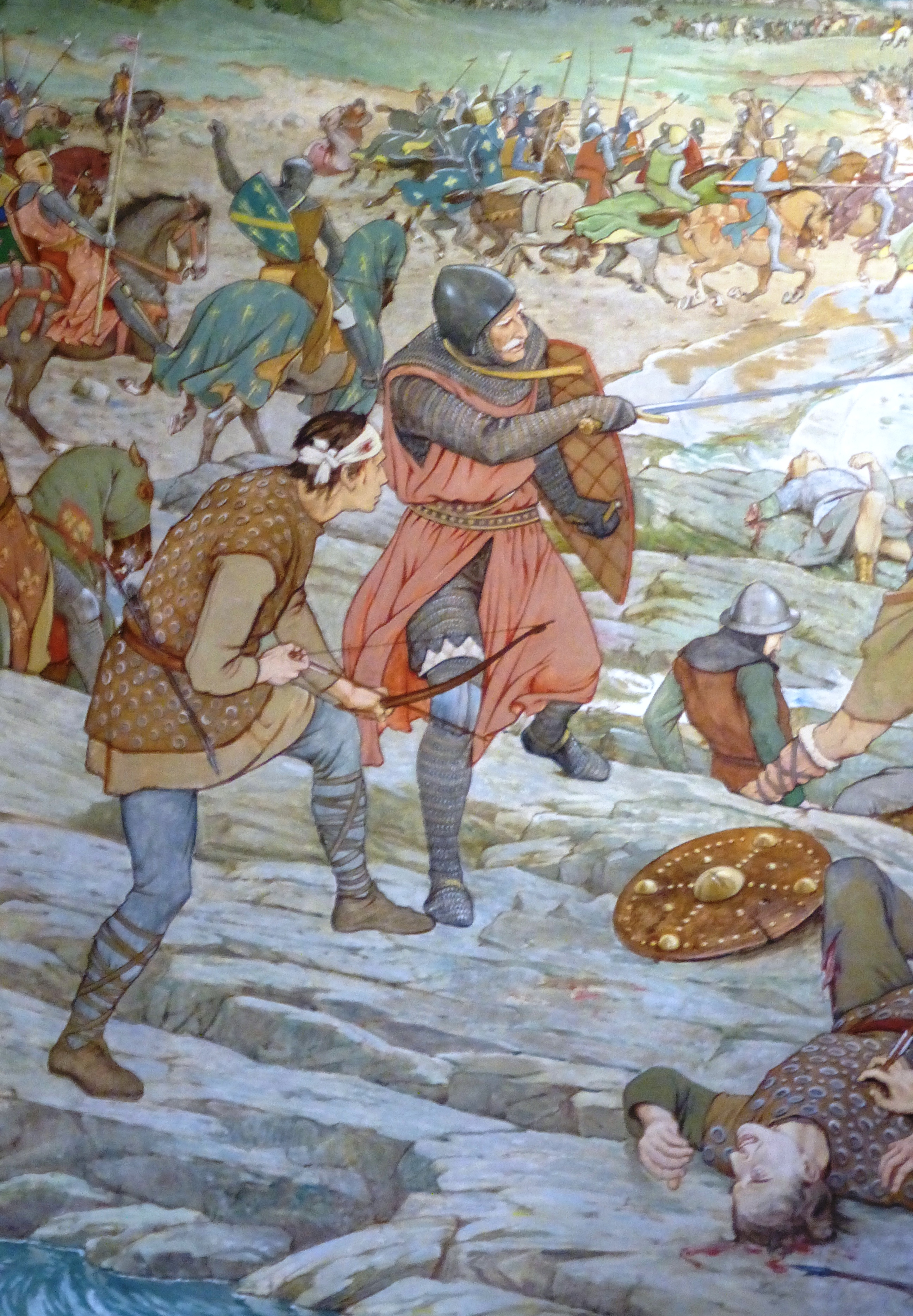
Batalla de Largs (detalle)

El Tratado de Perth de 1266 puso fin a la guerra noruego-escocesa que tuvo lugar bajo el reinado de Magnus VI de Noruega, y Alejandro III de Escocia, por el dominio de las Islas Hébridas, la Isla de Man y Caithness.
En noruego, las islas Hébridas eran conocidas como Sudreys, es decir "Islas Meridionales", y habían pasado a formar parte del territorio noruego en los tiempos que ni Escocia ni Noruega se habían estabilizado aún como Estado Nación. El control noruego sobre estas tierras se hizo oficial cuando Edgardo de Escocia las cedió a Magnus III de Noruega.
El Tratado se firmó poco tiempo después de la Batalla de Largs de 1263, en la que los escoceses obtuvieron lo que se presentó como una gran victoria. Sin embargo, es posible que los noruegos, dirigidos por Haakon IV de Noruega, esquivasen el combate directo, y el resultado de la batalla no habría sido por lo tanto tan concluyente. Haakon planeaba reanudar la ofensiva militar el verano siguiente, pero falleció en las Órcadas durante el invierno. Su sucesor, Magnus VI de Noruega, era partidario de firmar la paz, que se plasmó en el Tratado de Perth.
En el tratado, Noruega reconocía la soberanía escocesa sobre los territorios en disputa, a cambio del pago de 4000 marcos y una anualidad de 100 marcos. A cambio, Escocia reconocía la soberanía noruega sobre las Islas Shetland y Órcadas, que adquiriría más tarde, en el siglo XV.
Desde el punto de vista escocés, este tratado, junto con el Tratado de York firmado unos años antes, que señalaba las fronteras entre Inglaterra y Escocia, supuso el establecimiento definitivo de unas fronteras que se han mantenido casi inalteradas hasta la actualidad.